# Обострение грузино-осетинских отношений (2004)
Обострение ситуации в зоне грузино-южноосетинского конфликта, долгие годы считавшегося замороженным, произошло весной 2004 года, после того как новое руководство Грузии объявило о курсе на восстановление территориальной целостности страны и решило вернуть контроль над сепаратистски настроенными регионами — Абхазией, Аджарией и Южной Осетией. Эскалация конфликта продолжалась все летние месяцы, фактически превратив регион в зону боевых действий.
31 мая в зону грузино-осетинского конфликта, где имели право находиться только российские, грузинские и юго-осетинские миротворческие силы и сотрудники местных правоохранительных органов, грузинская сторона перебросила подразделения своих внутренних войск и тяжёлую военную технику[какую?]. Миссия ОБСЕ в Грузии заявила, что это является «грубейшим нарушением ранее подписанных соглашений».
11 июня 2004 года властями Грузии был закрыт располагавшийся на выезде из Цхинвали Эргнетский оптовый рынок, служивший важным пунктом торговли контрабандными товарами массового спроса. Рынок был закрыт путём физического перекрытия подъездов к рынку и остановки товарного транзита через грузинский контрольно-пропускной пункт на Транскавказской магистрали, конструкции рынка были снесены строительной техникой.
Со второй половины июля на территории Южной Осетии происходили регулярные обстрелы города Цхинвали, осетинских и грузинских сёл из стрелкового оружия, гаубиц и миномётов. На этом фоне президент Грузии Михаил Саакашвили сделал несколько резких заявлений, обвиняя Россию в попустительстве властям Южной Осетии и Абхазии, не желающим урегулировать отношения с Грузией.
Одновременно началась дипломатическая война между Грузией и Россией. Тбилиси обратился в международные организации, обвинив Москву в поддержке «сепаратистского» режима, и начал требовать вывода из Южной Осетии российских миротворцев.
До конца августа грузинские силы безуспешно пытались взять стратегические высоты у Цхинвали, но, потеряв около 20 человек, были выведены из зоны конфликта в Гори, а осетинские вооружённые формирования — в Джавский район Южной Осетии.
В начале сентября генерал-майор Святослав Набздоров передал пост командующего Смешанными силами по поддержанию мира (ССПМ) в зоне грузино-осетинского конфликта генерал-майору Марату Кулахметову, который до этого командовал дислоцированной во Владикавказе 19-й мотострелковой дивизией.
5 ноября в ходе переговоров между премьер-министром Грузии Зурабом Жвания и президентом Южной Осетии Эдуардом Кокойты было подписано соглашение о демилитаризации зоны конфликта.

## Мирное урегулирование
24 июня 1992 года Россия и Грузия подписали Дагомысские соглашения о принципах урегулирования грузино-югоосетинского конфликта. Так завершилась первая грузино-осетинская война 1991—1992 гг.
14 июля был прекращён огонь, в зону конфликта для разъединения противостоящих друг другу сил были введены силы ССПМ (три батальона — российский, грузинский и югоосетинский), подконтрольные Смешанной контрольной комиссии (СКК) из представителей четырёх сторон — Грузии, Южной Осетии, России и Северной Осетии. В Цхинвали была размещена Миссия наблюдателей ОБСЕ.
После подписания Дагомысских соглашений Южная Осетия стала относительно самостоятельным государственным образованием, принявшим собственную конституцию 2 ноября 1993 года.
30 октября 1995 года при посредничестве России и ОБСЕ между грузинской и осетинской сторонами начались переговоры о мирном урегулировании конфликта. 16 мая 1996 года в Москве был подписан «Меморандум о мерах по обеспечению безопасности и укреплению взаимного доверия».
Беженцы начали возвращаться в зону конфликта, однако активизации этого процесса мешала тяжёлая экономическая ситуация в регионе.
Грузия обвиняла руководство Южной Осетии в том, что в отсутствие контроля со стороны центральных властей Южная Осетия фактически превратилась в центр контрабандной торговли, лишавшей Грузию значительной части доходов. С другой стороны, доходы от контрабанды, как утверждается, способствовали укреплению сепаратистского режима. В регионе широкое распространение получили такие виды преступной деятельности, как похищения людей, наркоторговля и незаконная торговля оружием.

## Саакашвили и новый государственный курс
Грузинские власти всегда продолжали рассматривать Южную Осетию как свою административную единицу — Цхинвальский регион, но до прихода к власти Михаила Саакашвили активных действий по восстановлению контроля над Южной Осетией не предпринимали.
Очередное обострение ситуации произошло в начале 2004 года, после того как новое руководство Грузии, пришедшее к власти в ноябре 2003 года в результате так называемой Революции роз, объявило о намерении восстановить территориальную целостность страны и вернуть контроль над сепаратистски настроенными регионами — Абхазией, Аджарией и Южной Осетией.
Во внешней политике грузинское руководство взяло курс на активную евроинтеграцию, что позволило Саакашвили претендовать на значительную финансовую и материальную помощь Запада, в том числе содействие в ускоренном наращивании военного потенциала. Это привело к усилению напряжённости между грузинскими властями и мятежными бывшими автономиями. В мае 2004 года, на волне успешного решения аджарской проблемы, грузинское руководство обратилось к ситуации в Южной Осетии. Саакашвили предложил осетинскому и грузинскому населению региона гуманитарную помощь и пообещал предоставить ему широкую автономию.
31 мая в зону грузино-осетинского конфликта, где имели право находиться только силы ССПМ и сотрудники местных правоохранительных органов, грузинская сторона перебросила подразделения своих внутренних войск и тяжёлую военную технику. Миссия ОБСЕ в Грузии заявила, что это является «грубейшим нарушением ранее подписанных соглашений». Как заявило информационное агентство РИА «Новости» со ссылкой на Минобороны Грузии, в зону конфликта было введено 350 военнослужащих, по данным осетинской стороны — 800 человек. Официальным поводом для введения в зону конфликта грузинских военнослужащих и тяжелой техники стала борьба с контрабандой.
Министр обороны Грузии Георгий Барамидзе в прямом эфире грузинского телевидения заявил, что «если выполнению этой операции и вводу внутренних войск в зону конфликта будут учинены препятствия со стороны миротворцев и оказано сопротивление, мы будем вынуждены применить оружие». Генеральный прокурор Грузии Ираклий Окруашвили (в июне 2004 года был назначен на пост главы МВД) заявил: «Кончились те времена, когда Грузия считалась с русскими миротворцами».
11 июня 2004 года грузинская полиция закрыла рынок Эргнети, являвшийся центром контрабандной торговли товарами, поступавшими из России. Обороты рынка составляли более 100 миллионов долларов в год. Закрытие лишило работы и предпринимательских доходов несколько тысяч человек по обе стороны линии разграничения и привело к дальнейшему усилению напряжённости. В ответ осетинские формирования на несколько дней блокировали проходящую через Южную Осетию автомобильную дорогу, связывающую Грузию с Россией.
Грузинские власти приступили к восстановлению объездных дорог восточнее Цхинвали в сторону населённых грузинами Лиахвских ущелий и организовали их патрулирование. 7 июля грузинские миротворцы задержали российскую автоколонну, перевозившую реактивные снаряды, что привело к усилению напряжённости в отношениях между Москвой и Тбилиси. На следующий день нелегализованная югоосетинская милиция задержала и разоружила подразделение грузинских миротворцев.
В зону конфликта были введены дополнительные грузинские войска. Участились обстрелы города Цхинвали, осетинских и грузинских сёл из стрелкового оружия, гаубиц и миномётов. На этом фоне Михаил Саакашвили сделал несколько резких заявлений, обвиняя Россию в попустительстве властям Южной Осетии и Абхазии, не желающим урегулировать отношения с Грузией.
Отношения между Тбилиси и Москвой ещё более ухудшило принятое Госдумой постановление в поддержку Южной Осетии. Предложения помощи в случае нападения Грузии поступали в Южную Осетию из Абхазии, Приднестровья и Северной Осетии. В регион направились сотни российских добровольцев.

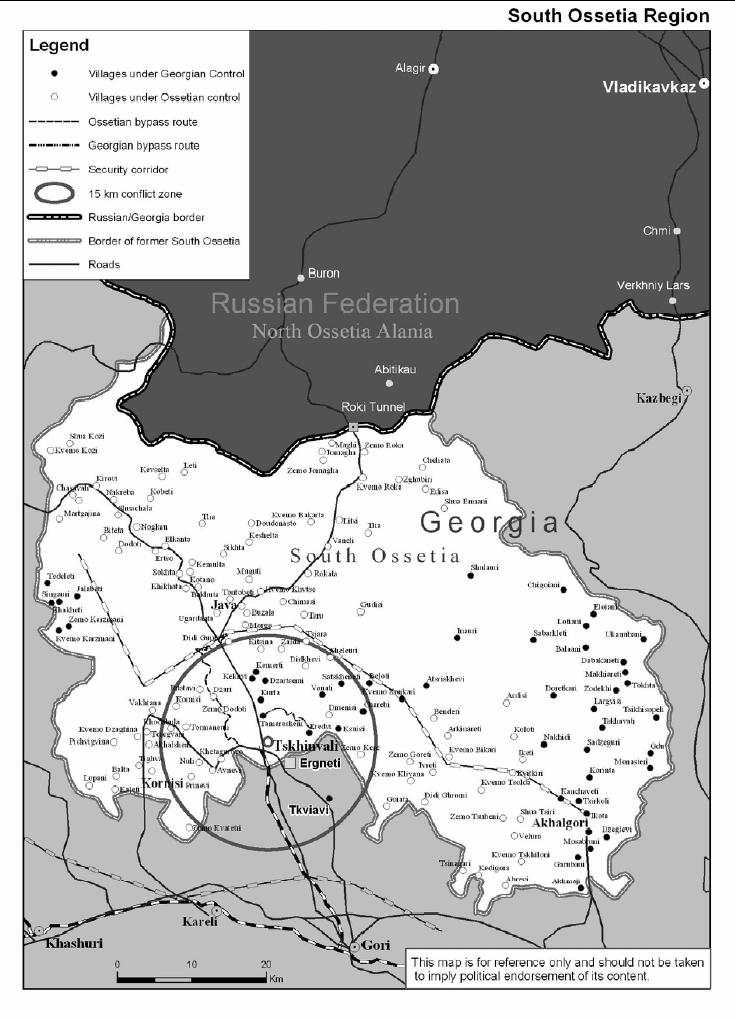
Южная Осетия. Показаны осетинские и грузинские населённые пункты, зона конфликта вокруг Цхинвали и коридор безопасности. Ноябрь 2004

## 9 — 11 августа
9 августа в Москву прибыли министр обороны Грузии Георгий Барамидзе и госминистр по вопросам урегулирования конфликтов Георгий Хаиндрава. Заявленная цель визита — снять напряжённость в отношениях, разъяснить российским официальным лицам позицию Тбилиси по поводу ситуации в Южной Осетии, предложить свои пути решения конфликта. Георгий Барамидзе призвал Россию не оказывать поддержку Абхазии и Южной Осетии в конфликте с Грузией.
С формальной точки зрения, на российско-грузинских переговорах речь шла о возрождении военного сотрудничества: Грузия заявила о готовности закупать у России военную технику и принимать её помощь в создании национальной ПВО. Стороны договорились восстановить систему подготовки грузинских военных кадров в российских вузах, согласовали вопросы контроля за переносными зенитно-ракетными комплексами. Переговоры, однако, не сняли напряжённости между сторонами.
Буквально накануне Михаил Саакашвили и его министры огласили свои претензии к России. Главная из них — нарушение морского и воздушного пространства страны, продолжение экономических, торговых, финансовых и транспортных отношений с Абхазией. Кроме того, Россию обвиняли в том, что она позволяет перемещение через Рокский тоннель (на Транскавказской магистрали, соединяющей Северную и Южную Осетию) незаконных грузов и вооружённых формирований, осуществляет разведывательную деятельность на территории грузинских автономий, ведёт военную подготовку жителей Цхинвали на базе во Владикавказе (Северная Осетия). Как ещё одно нарушение суверенитета Грузией рассматривалось предоставление жителям Абхазии и Южной Осетии российского гражданства.
В ночь с 7 на 8 августа произошёл первый миномётный обстрел Цхинвали и осетинских сёл. На следующую ночь стрельба с применением миномётов, гранатомётов и пулемётов велась уже с обеих сторон, а российских миротворцев обвиняли в том, что они присоединились к перестрелке на осетинской стороне и использовали для стрельбы гаубицы.
Пока Георгий Барамидзе, участник грузино-абхазской войны, считавшийся одним из ближайших соратников президента Саакашвили, вёл переговоры в Москве, сам Саакашвили вылетел с рабочим визитом в Крым для встречи с кандидатом в президенты Украины Виктором Ющенко. Здесь обсуждалась ситуация вокруг Южной Осетии и возможное участие Киева в её урегулировании. Саакашвили просил Украину выступить посредником в урегулировании обострившихся российско-грузинских отношений и направить в Южную Осетию и Абхазию украинских миротворцев в дополнение к российским.
На переговорах в Москве 11 августа была достигнута договорённость о выводе из зоны грузино-осетинского конфликта всех вооружённых формирований, за исключением российских, грузинских и осетинских миротворцев.

## 11 — 12 августа
В ночь с 11 на 12 августа происходят ещё более интенсивные перестрелки между грузинскими и осетинскими формированиями. Грузия объявляет о гибели трёх своих военнослужащих, а Южная Осетия — о повреждениях, нанесённых более чем 50 зданиям и линии электропередачи, и нескольких десятках раненых мирных жителей. Становится ясно, что это уже не просто вооружённая провокация, а самые настоящие бои за господствующие высоты вокруг Цхинвали и объездную дорогу из внутренних регионов Грузии к грузинским сёлам на территории Южной Осетии. По опыту конфликта 1990-х годов, контроль над высотами играет решающую роль в случае начала широкомасштабных боевых действий.
МИД России распространяет заявление о том, что ситуация в Южной Осетии в любой момент может выйти из-под контроля, и требует прекратить огонь, одновременно направляя в Грузию высокопоставленных сотрудников с целью предотвратить разгорающуюся войну.
12 августа дополнительные подразделения внутренних войск Грузии выдвигаются из города Кутаиси в район между Южной Осетией и Имеретией.
Судя по поступающим из зоны конфликта сообщениям, противоборствующие стороны стремятся обеспечить контроль над объездной дорогой вокруг Цхинвали из внутренних регионов Грузии в сторону девяти грузинских сел Лиахвского ущелья Южной Осетии. Пока дорогу контролируют грузинские формирования, грузинский анклав гарантирует себе безопасность, стабильное снабжение и независимость от Цхинвали. При этом дорога, соединяющая Цхинвали с Владикавказом, перекрыта в районе грузинского села Тамарашени и практически не может использоваться.
12 августа Саакашвили, выступая в Тбилиси, призывает «не допустить осуществления сценария внешних сил, направленного на вовлечение Грузии в крупномасштабный вооружённый конфликт на собственной территории». По его словам, целью Грузии является также недопущение этнической чистки грузинских сел Южной Осетии и недопущение возобновления контрабандных потоков из России через Южную Осетию в Грузию.
Депутаты грузинского парламента заявляют о необходимости ввода в зону конфликта миротворцев из других стран, помимо России.
Премьер-министр Турции сообщает о готовности подключиться к процессу «интернационализации миротворческих сил» в Грузии. НАТО в целом пока официально не заявляет о своих симпатиях в конфликте вокруг Южной Осетии, утверждая, что самое главное — это стабильность.
Премьер-министр Грузии Зураб Жвания направляется в грузинские сёла Южной Осетии, откуда сообщает, что грузинское население покидает свои дома и что женщины, дети и старики будут размещены на курортах в Аджарии, а мужчины готовятся оборонять свои сёла.

## 13 — 14 августа
В Тбилиси прибывают первый заместитель главы МИД РФ Валерий Лощинин и посол по особым поручениям МИД РФ Лев Миронов. К вечеру они уже в Цхинвали.
13 августа в Цхинвали проходит заседание Смешанной контрольной комиссии (СКК) по урегулированию грузино-осетинского конфликта, на котором достигнута договорённость о прекращении огня и рассмотрена схема разведения противостоящих сторон и обеспечения безопасности мирного населения.
В зоне конфликта с осетинской стороны обстреляна машина премьер-министра Грузии Зураба Жвании, направлявшегося на заседание СКК. Автомобиль председателя парламента Грузии Нино Бурджанадзе, также пытавшейся попасть в Цхинвали, просто не был пропущен в зону конфликта, после чего Нино Бурджанадзе заявляет журналистам, что российские миротворцы не выполняют возложенные на них обязанности и не могут обеспечить безопасное передвижение председателя парламента по контролируемой ими территории.
Парламент Грузии принимает заявление с требованием о прекращении мандата российских миротворческих сил и введении в зону конфликта международного миротворческого контингента.
Тем временем продолжает поступать информация о пострадавших в результате военных действий как с грузинской, так и с осетинской стороны.
В ночь с 14 на 15 августа Грузия и Южная Осетия при посредничестве России достигают соглашения о прекращении огня и разведении вооружённых формирований. Соглашение подписывают премьер-министр Грузии Зураб Жвания и президент Южной Осетии Эдуард Кокойты. Подписание происходит заочно, поскольку Жвания так и не смог добраться до Цхинвали.
Документ предусматривает прекращение огня начиная с полуночи 15 августа, а также вывод из Южной Осетии в течение двух недель всех грузинских вооружённых формирований, кроме миротворческих сил, и одновременный отвод частей осетинского ополчения. С целью укрепления доверия между сторонами предусматривается учреждение новых наблюдательных постов в населённых пунктах на линии противостояния.
После подписания соглашения президент Грузии Михаил Саакашвили вновь подтверждает, что выступает за мирное урегулирование ситуации: «Весь мир должен увидеть, что руководство и народ Грузии желают восстановления единства страны, но это должно произойти мирным путём. Мы никогда не отдадим первыми приказ о переходе в атаку».

## 15 — 17 августа
15 августа в зоне конфликта проводится совместная рекогносцировка с целью выявить дислокацию незаконных вооружённых формирований. Буквально через несколько часов после подписания соглашения, однако, стороны начинают обвинять друг друга в срыве договорённостей и возобновлении обстрелов. Опять поступают сообщения об убитых и раненых с обеих сторон, при этом обе стороны обвиняют друг друга в провокациях.
В ночь на 16 августа в Южной Осетии идут ожесточённые бои в районе объездной дороги из внутренних районов Грузии к грузинским сёлам в Лиахвском ущелье. Недалеко от дороги находится осетинское село Сарабук, откуда, по грузинским данным, осетинские формирования постоянно обстреливают по ночам объездную дорогу из пулемётов, миномётов и гранатомётов. Есть убитые и раненые. Достигнутое накануне соглашение о перемирии, по сути дела, сорвано. Впервые с начала конфликта документально подтверждено применение обеими сторонами гаубиц.
16 августа министр обороны Грузии Георгий Барамидзе заявляет, что в Южную Осетию из России беспрепятственно просачиваются отряды российских казаков и так называемых добровольцев из северокавказских республик. Эти отряды в основном сосредоточены в окрестностях осетинских сел Сарабук и Дмениси, откуда и ведут обстрел позиций подразделений внутренних войск МВД Грузии. По словам министра, наёмники не подчиняются руководителю Южной Осетии Кокойты, а действуют по своим планам. Именно они уже несколько ночей подряд начинают обстрел позиций грузинских внутренних войск в зоне конфликта.
Наблюдатели опасались, что незаконные вооружённые формирования могут сыграть решающую дестабилизирующую роль в этом противостоянии.
17 августа представители обеих конфликтующих сторон говорили, что в регионе имеется некая «третья сила», провоцирующая обострение вооружённого конфликта между ними. Подразделения министерств обороны Грузии и Южной Осетии получают приказ начать совместную операцию против неподконтрольных формирований и уничтожать их на месте. При этом в Тбилиси «третьей силой» считали группу наёмников с Северного Кавказа, а в Цхинвали — неподконтрольные властям подразделения грузинского МВД. Миротворческие батальоны не будут участвовать в операциях по ликвидации незаконных вооружённых формирований.
Комитет по международным делам грузинского парламента требует денонсации Дагомысских соглашений 1992 года, на основании которых в Южной Осетии находятся трёхсторонние миротворческие силы (ССПМ).
17 августа премьер-министр Грузии Зураб Жвания встретился с сопредседателями СКК. На встрече решено, что с 17 августа территория Южной Осетии объявляется демилитаризованной зоной и стороны деблокируют дороги, связывающие девять грузинских сел региона с остальной Грузией. Из зоны конфликта будут выведены все вооружённые формирования, за исключением трёх миротворческих батальонов, грузинской полиции и осетинской милиции.
Вечером же 17 августа перестрелки на объездной дороге вокруг Цхинвали возобновляются. По мнению грузинских военных экспертов, позиции грузинских войск на объездной дороге атакуют не осетинские формирования, а российский спецназ, поскольку именно такие подразделения специализируются на ночных боях с применением приборов ночного видения.
Министр обороны Грузии Георгий Барамидзе заявляет, что после ночного обстрела ни о каком выводе грузинских войск из зоны конфликта не может быть и речи.

## 18 августа
Михаил Саакашвили направляет правительствам Великобритании, Германии, Франции, генеральному секретарю ООН и руководству ОБСЕ личные послания, в которых он призывает созвать чрезвычайную конференцию по урегулированию конфликта в Южной Осетии, расширить мандат и увеличить число наблюдателей ОБСЕ в зоне конфликта, которые могли бы контролировать и Рокский тоннель.
В Вену вылетает глава грузинского МИД Саломе Зурабишвили. Она принимает участие в заседании постоянного совета ОБСЕ, в ходе которого по инициативе Грузии обсуждается вопрос урегулирования грузино-осетинского конфликта и текущая ситуация в Цхинвальском регионе.
18 августа глава российского МИД Сергей Лавров подверг критике предложения Михаила Саакашвили по созыву чрезвычайной международной конференции по Южной Осетии. Как заявлял Сергей Лавров, международные форумы обычно созываются, когда либо нет никакого механизма, либо он есть, но не работает, а ситуация в зоне конфликта находится под контролем Смешанной контрольной комиссии и миротворческих сил.
В этой ситуации 18 августа российский президент Владимир Путин отменяет ранее намеченную поездку в Грузию. По мнению Путина, первопричиной нынешних конфликтов на грузинской территории стало «дурацкое решение» о ликвидации автономных образований: «Россия готова внести свой посильный вклад в урегулирование и восстановление территориальной целостности Грузии, но не собирается брать на себя несвойственные функции и выступать на одной стороне. Мы готовы сыграть роль посредника и гаранта договорённостей, которые могут быть достигнуты, если будет добрая воля».

## 19 — 22 августа
По сообщению Комитета информации и печати Южной Осетии, 19 августа в результате обстрела Цхинвала погибло 3 мирных жителя, в том числе 1 ребёнок.
19 августа грузинский отряд предпринял попытку захватить контролируемые осетинскими ополченцами Тлиаканские высоты в окрестностях Цхинвали. Грузинскому отряду удалось захватить высоты, однако позже они неожиданно отступили, передав контроль за ними миротворцам. Этот эпизод грузино-осетинского противостояния известен как бой за Тлиаканские высоты.
В тот же день, 19 августа, опубликовано заявление секретариата ОБСЕ, где говорится, что государства — члены ОБСЕ тщательно изучат предложение главы МИД Грузии о созыве международной конференции, а действующий председатель ОБСЕ, глава МИД Болгарии, внимательно наблюдает за ситуацией, поддерживает регулярные контакты с грузинскими властями и с министрами иностранных дел других государств по данному вопросу и даже уже пригласил представителей всех заинтересованных в мирном урегулировании сторон в Софию для политического диалога на высоком уровне.
20 августа министр обороны Грузии Георгий Барамидзе объявляет, что грузинские войска всё же выводятся из зоны конфликта, но обещает продолжить политическое наступление на осетинскую сторону, подключив к решению проблемы международное сообщество. Осетины подтверждают факт вывода из зоны конфликта около 200 грузинских военных, но считают, что выведена очень незначительная доля грузинского контингента, сосредоточенного в этом районе.
Командующий Смешанными силами по поддержанию мира (ССПМ) генерал-майор Святослав Набздоров отмечает, что начавшийся вывод грузинских войск позволил приступить к размещению совместных постов ССПМ и наблюдателей ОБСЕ в зоне конфликта. Все стратегические высоты, которые занимали грузины, переданы миротворцам, и ССПМ уже выставили там дополнительные посты.
22 августа вице-премьер Чечни Рамзан Кадыров в интервью грузинской телекомпании якобы предложил направить в зону конфликта 5000 чеченских миротворцев из подконтрольных ему формирований, заявив, что об этом его попросили югоосетинские представители. Несмотря на то, что эта информация была впоследствии опровергнута, она вызвала крайне негативную реакцию как среди грузинских парламентариев, которые вряд ли смогут забыть участие чеченцев в грузино-абхазской войне, так и среди зарубежных представителей чеченских сепаратистов. Грузинские парламентарии даже предложили послать в Чечню грузинский миротворческий контингент.

## 23 — 24 августа
Тем временем грузинское правительство продолжает так называемый «гуманитарный штурм» Южной Осетии. В грузинские и осетинские села ввозятся грузы под видом «продовольствия». Осетинское правительство дало согласие пропустить этот груз через Цхинвали в села Лиахвского ущелья.
Тбилиси также заявляет о готовности приступить к восстановлению строений, пострадавших во время артобстрелов Цхинвала и сопредельных населённых пунктов.
23 августа президент Грузии Михаил Саакашвили посмертно награждает орденами грузинских военнослужащих, погибших в Южной Осетии. По данным грузинского МВД, в последних боях погибли 178 членов вооружённых формирований с грузинской стороны.
После вывода вооружённых формирований из зоны конфликта перестрелок здесь больше не происходит. Администрация Саакашвили заявляет, что Южная Осетия может воспользоваться новой ситуацией и блокировать некоторые сёла. Поэтому в сёла Южной Осетии выезжают грузинские парламентарии, которые будут следить за развитием ситуации.
В Тбилиси прибывает спецпредставитель Евросоюза по Южному Кавказу Хайке Тальвитие для ознакомления с ситуацией в Южной Осетии и изучения вопроса о возможном участии ЕС в её урегулировании. По приезде он встречается с послом РФ в Грузии Владимиром Чхиквишвили.
23 августа на полигоне Серноводский в Северной Осетии начинаются манёвры 58-й армии. Одновременно в Западной Грузии и Абхазии разворачиваются учения российского миротворческого контингента, а в Армении — совместные армяно-российские учения. Несмотря на озабоченность грузинского парламента, Москва заявляет, что это никак не связано с ситуацией в Южной Осетии.
24 августа в интервью французской газете «Либерасьон» Михаил Саакашвили обвиняет Россию в прямом военном вмешательстве в грузино-осетинский конфликт и заявляет, что Грузия очень близка к войне с Россией. Саакашвили впервые делает такие громкие заявления. Ранее это могли себе позволить лишь грузинские политики более низкого ранга. Заявляя о российском вмешательстве, Саакашвили даёт понять международному сообществу, что речь идёт не о межэтническом конфликте, а об агрессии сильной России против своего слабого южного соседа.
Глава парламентского комитета по обороне и безопасности Грузии Гиви Таргамадзе демонстрирует журналистам кадры, свидетельствующие о концентрации российских войск в непосредственной близости к Рокскому тоннелю на границе между Россией и Грузией. Утверждается, что грузинские войска были выведены из Южной Осетии в ответ на угрозу прямой агрессии со стороны России.

## 24 — 27 августа
24 августа российское консульство в Тбилиси прекращает выдачу въездных виз в Россию. Причиной этому стала непрекращающаяся уже несколько ночей акция у российского посольства в Тбилиси — местные умельцы лазерными лучами с применением компьютерной техники делают на фасаде здания надписи, осуждающие политику России в отношении Грузии. Местные органы власти на обращения российского посольства не реагируют.
27 августа Россия и Грузия обмениваются резкими заявлениями на фоне акций протеста у посольств России и Грузии.
МИД России заявляет, что Россия не будет проводить никаких переговоров с Тбилиси, пока у стен российского посольства в Тбилиси будет продолжаться антироссийская акция. Россия обвиняет грузинские власти в грубом нарушении Венской конвенции о дипломатических отношениях, которая обязывает власти страны пребывания обеспечивать надлежащие условия для работы дипломатического представительства.
Дуайен дипломатического корпуса в Тбилиси — посол Армении Георгий Хосроев — по просьбе российской стороны изложил руководству МИД Грузии консолидированную позицию дипкорпуса, указав, что действия властей нарушают общепризнанные принципы взаимоотношений государства с аккредитованными на его территории дипмиссиями. По его словам, он получил гарантии от МИД Грузии, что акция будет прекращена.
Тем временем президент Грузии Михаил Саакашвили делает уже второе за эту неделю заявление: «Враг должен знать, что в случае агрессии ему будет противостоять не только армия, но и весь народ». В ответ анонимный источник в администрации президента РФ заявляет: «Президенту Грузии пора опомниться и заканчивать с призывами к войне. России выгодна объединённая Грузия. Если бы президент Грузии был дальновидным политиком, он мог бы рассчитывать на помощь России в объединении грузинских территорий — разумеется, с учётом интересов населения Абхазии и Южной Осетии. Если бы мы хотели уничтожить Грузию, мы бы просто отключили газ».

## Конец августа
В Южной Осетии закончено разведение противоборствующих сторон. В зоне конфликта остаются только миротворцы. Грузинские войска отведены в Гори, а осетинские вооружённые формирования — в Джавский район Южной Осетии.
В регионе относительно спокойно. Правда, осетинская сторона предпринимает попытку с помощью экскаватора перерыть объездную дорогу, соединяющую грузинские села Южной Осетии с остальной Грузией, одновременно расширяя собственную объездную дорогу, соединяющую Цхинвали и Владикавказ в обход грузинских сел.
31 августа в зоне грузино-осетинского конфликта происходит первый серьёзный инцидент с момента прекращения вооружённых столкновений между сторонами. Осетинский спецназ захватил жителя грузинского села, но был вынужден выпустить его в обмен на группу жителей Южной Осетии.
1 сентября в Цхинвали прибывают депутаты Государственной Думы РФ во главе с лидером фракции «Родина» Дмитрием Рогозиным. Рогозин заявил, в частности, что Госдума не может оставаться в стороне от грузино-южноосетинского конфликта, поскольку большинство жителей упразднённой автономии являются гражданами России: «Конфликт может быть решён исключительно политическим путём, и главное в этом — право на воссоединение осетинского народа».
В ответ депутат грузинского парламента, лидер партии «Объединение национальных сил Грузии — консерваторы» Звиад Дзидзигури заявил о начале сбора подписей депутатов в поддержку рассмотрения вопроса об аннулировании российско-грузинских Дагомысских соглашений.

## Российско-грузинские отношения: террористический акт в Беслане и после
Террористический акт в Беслане, произошедший в начале сентября 2004, отодвинул на второй план проблемы в российско-грузинских отношениях, однако постепенно это противостояние снова вышло на первый план, тем более что Грузия не желала идти ни на какие компромиссы.

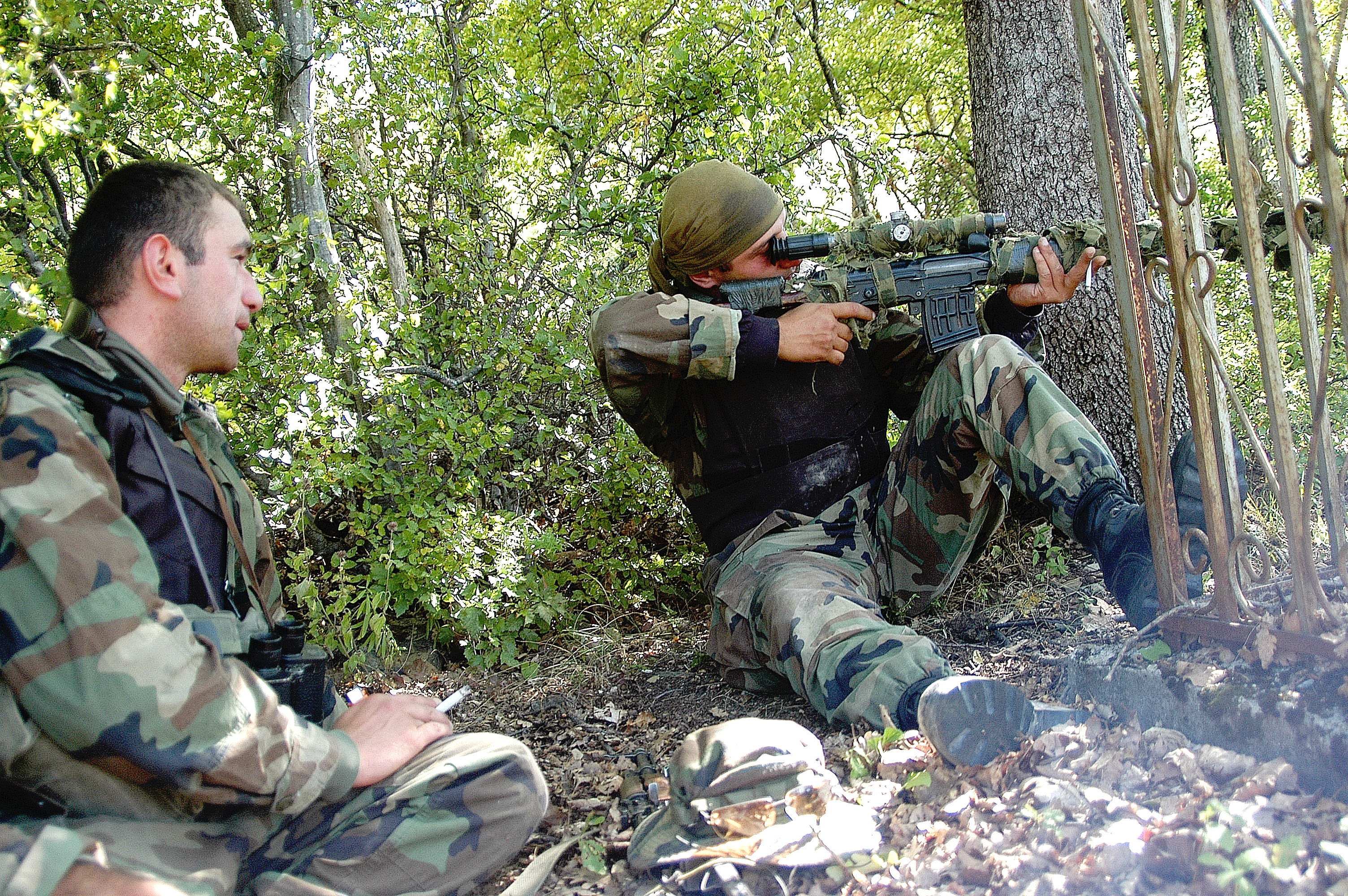

В начале сентября генерал-майор Святослав Набздоров передал пост командующего смешанными силами по поддержанию мира (ССПМ) в Южной Осетии генерал-майору Марату Кулахметову, который до этого командовал дислоцированной во Владикавказе 19-й мотострелковой дивизией. Официальный Тбилиси, стремившийся сместить Набздорова, не спешил, однако, с утверждением нового командующего.

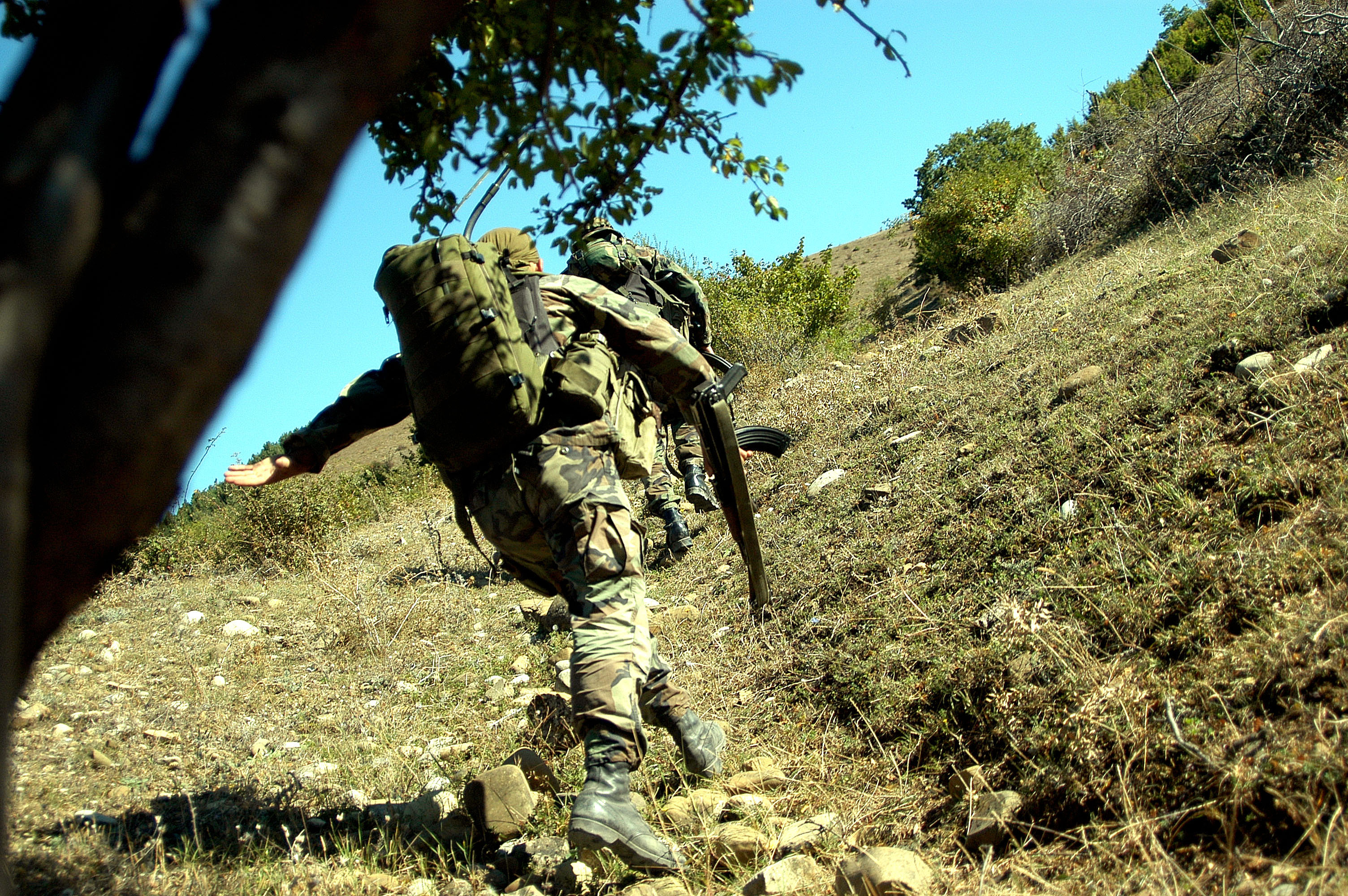

В качестве «приветствия» Кулахметову 12 сентября Тбилиси провёл в Гори военный парад в честь годовщины создания внутренних войск МВД Грузии. В параде участвовало около 4 тысяч военнослужащих, несколько десятков единиц бронетехники и вертолёты. Министр внутренних дел Грузии Ираклий Окруашвили, обращаясь к военнослужащим, заявил, что «всего в 20 километрах находятся позиции врагов Грузии, и вы — те, кто сможет этого врага уничтожить».
16 сентября было объявлено о том, что внутренние войска МВД Грузии передаются в подчинение Министерству обороны. В распоряжении МВД остался лишь спецназ внутренних войск.
В сентябре у граждан Грузии возникли проблемы с пересечением сухопутной границы с Россией. Сразу же после теракта в Беслане российские пограничники в одностороннем порядке закрыли для граждан Грузии въезд на территорию РФ через КПП «Верхний Ларс» в Северной Осетии.
5 ноября в ходе переговоров между премьер-министром Грузии Зурабом Жвания и де-факто президентом Южной Осетии Эдуардом Кокойты было подписано соглашение о демилитаризации зоны конфликта.
В декабре 2004 года Георгия Барамидзе на посту министра обороны сменил ближайший соратник Саакашвили по «Национальному движению», бывший генпрокурор и министр внутренних дел Ираклий Окруашвили.